# شارك بوجبة
شارك بوجبة هي مبادرة لبرنامج الغذاء العالمي التابع للأمم المتحدة والتي تستخدم تطبيق هاتف ذكي للتمويل الجماعي لمكافحة الجوع على مستوى العالم. ويمكن التطبيق المستخدمين من القيام بتبرعات صغيرة لصالح مشروعات محددة لبرنامج الغذاء العالمي كما يمكنهم من متابعة تقدمها. حقق تطبيق شارك بوجبة أكثر من 1.100.000 عملية تنزيل وتمت مشاركة ما يزيد عن 26 مليون وجبة. منحت ركة جوجل تطبيق شارك بوجبة جائزة كأحد أفضل التطبيقات لعام 2016 في فئة «الأكثر ابتكاراً». حاز تطبيق شارك بوجبة على جائزة أفضل تأثير اجتماعي في مؤتمر جوجل آي/أو في مايو 2017، وفي عام 2018 تم إدراجه ضمن تطبيقات جوجل المتميزة للأندرويد.

## تاريخ
أنشا كل من سيباستيان ستريكر وبرنارد كواتش شارك بوجبة في إبريل 2014 في برلين أثناء عطلتهم كمحاولة منهم لإنشاء شركة ناشئة مستقلة. منذ صيف عام 2015 أصبح شارك بوجبة بصفة رسمية جزءاً من برنامج الغذاء العالمي وبدعم من مسرع الابتكار لبرنامج الغذاء العالمي. أطلق تطبيق شارك بوجبة بشكل تجريبي في ألمانيا، أستراليا، وسويسرا في صيف عام 2015 وقام بتوفير 1.8 مليون وجبة مدرسية للأطفال في ليسوتو- وهو أول هدف للتطبيق لجمع التبرعات.
أطلق التطبيق عالمياً في 12 نوفمبر 2015 لأجهزة أندرويد وIOS. جمعت حملة الانطلاق على الصعيد العالمي التبرعات لتوفير وجبات مدرسية لمدة عام لـ 20.000 طفل سوري يعيشون في مخيم الزعتري لللاجئين في الأردن. وتم الانتهاء بنجاح من جمع التبرعات في أقل من شهرين.
في الفترة بين يناير وإبريل 2016، جمع شارك بوجبة التبرعات لدعم 2.000 أم وطفل يعيشون في حمص، سوريا لمدة عام كامل. في ربيع عام 2016، جمع التطبيق التبرعات لـ 1.400 طفل سوري لاجئ في عمر 3 و4 سنوات في بيروت. تحققت الأهداف في أقل من 7 أسابيع. كما قامت فيما بعد عملية لجمع التبرعات لدعم 1.500 طفل لاجئ في بر إلياس في سهل بقاع، لمدة عام كامل. حيث يتلقى والديهم القسائم التي تسمح لهم بشراء الطعام من المتاجر المحلية. وبذلك، يمكن المساعدة في ضمان حصول الأطفال على وجبات مغذية، ومساعدتهم في الشعور بالاستقرار وزيادة فرصة في أن يكونوا ببساطة أطفالاً.
في أغسطس 2016، جمع تطبيق شارك بوجبة التبرعات لدعم عملية الإغاثة الغذائية الطارئة في مالاوي، بعد التعرض لأحد أقوى موجات النينيو على الإطلاق. كان هدف التطبيق هو توفير 58.000 وجبة مدرسية لمدة عام للأطفال في زومبا، منطقة في جنوب مالاوي وأكثرها تأثيراً بجفاف النينيو. انضم شارك بوجبة فيما يعرف بأكبر علمية إغاثة غذائية طارئة لبرنامج الغذاء العالمي في التاريخ، حيث تفاقمت حالة الأمن الغذائي في مالاوي بعد ظاهرة النينيو هذا العام والتي أدت إلى أزمة غذائية عالمية كبرى. تمكن تطبيق شارك الوجبة من جمع التبرعات لتوفير 58.000 ألف وجبة مدرسية للأطفال. وقد حصل الأطفال الذين تتراوح أعمارهم من 6 إلى 13 عاماً على العصيدة المغناة بالفيتامينات، خلال برنامج الوجبات المدرسية التابع لبرنامج الغذاء العالمي الذي يدعم برنامج الدعم الاجتماعي الوطني التابع لحكومة مالاوي. هدفت وجبة العصيدة اليومية إلى الحد من الجوع على المدى القصير وتحسين فترة الانتباه في الصف، حيث أن زومبا هي واحدة من 13 منطقة تواجه انعدام الأمن الغذائي والتي لديها أدنى معدلات التحاق بالمدارس وأعلى معدلات رسوب وتسرب من المدارس وأكبر قدر من التفاوتات الجنسانية.
في عام 2017 تمكن مجتمع شارك بوجبة من توفير 25.000 وجبة مدرسية للأطفال في الكاميرون المتضررين من أعمال العنف التي ترتكبه جماعة بوكو حرام، كما تمكن من توفير 1.000.000 وجبة للمتضررين من المجاعة في جنوب السودان، وساهم في مكافحة المجاعة في اليمن، ودعم الأطفال السوريون اللاجئون بالإضافة إلى الأطفال المعرضين للخطر في المجتمعات المضيفة في لبنان، حيث قام بتوفير وجبات مدرسية للأطفال حول العالم.
في عام 2018، استكمل تطبيق شارك بوجبة حملاته لجمع التبرعات من أجل اليمن، سوريا وأغندا. كما أطلق أيضاً الجدول وهي حملة شهرية للتبرع حيث تقوم فعلياً بتوصيل المتبرعين بالعائلة التي تحتاج المساعدة. في أغسطس 2018، تمت مشاركة 26 مليون وجبة.
منذ انطلاقه في عام 2015، قد تمكن التطبيق من دعم 13عملية من أهم عمليات برنامج الغذاء العالمي على الصعيد العالمي في ليسوتو، الأردن، سوريا، لبنان، مالاوي، جنوب أفريقيا، الكاميرون، اليمن، هايتي، أوغندا، شمال شرق نيجيريا، بنجلادش واليمن.

## عمليات
تتم عمليات التبرع من خلال التطبيق والتي تذهب بشكل مباشر لتمويل عمليات برنامج الغذاء العالمي. يضمن تطبيق شارك الوجبة أن المدفوعات تصل إلى الأطفال المحتاجين بأكبر قدر ممكن من الكفاءة والفعالية. يكلف إطعام طفل واحد يومياً برنامج الغذاء العالمي حوالي 50.0 دولار أمريكي في المتوسط. وتشمل جميع النفقات المتعلقة بإطعام الأطفال من طعام، انتقالات، إعداد الوجبات، المتابعة الدورية بالإضافة إلى جميع النفقات الأخرى ذات الصلة.

## جوائز وتأييدات
منذ انطلاقه عام 2015، حاز تطبيق شارك بوجبة على التقدير العام من مختلف المنظمات والشركات. في نوفمبر 2015، فاز شارك بوجبة بجائزة LeadAward للشركات الناشئة لهذا العام. في ديسمبر 2015، كان تطبيق شارك بوجبة ضمن مجموعة أفضل تطبيقات جوجل لعام 2015 وجزء من مجموعة شعار عيد الميلاد التي صممته جوجل لعام 2015. في مارس 2016، حاز تطبيق شارك بوجبة على جائزة Innovation Interactive في فئة الاقتصادات الجديدة في مجمع ساوث باي ساوثويست. في إبريل 2016، حاز تطبيق شارك بوجبة على جائزة People's Voice في فئة أفضل الممارسات للتطبيقات ومواقع الإنترنت في حفل جوائز ويبي السنوي العشرين. في إبريل 2016، تم ترشيح تطبيق شارك بوجبة لجائزة Classy كأحد المؤسسات الاجتماعية والمنظمات غير الربحية الأكثر ابتكاراً لعام 2016. في أكتوبر 2016، حاز تطبيق شارك بوجبة على جوائز لوفي في فئة أفضل الممارسات للتطبيقات والهواتف المتنقلة. في نوفمبر 2016، حاز تطبيق شارك بوجبة على جائزة كأفضل منظمة غير حكومية لهذا العام في الحفل السنوي الثالث لجوائز الصالح الاجتماعي. في ديسمبر 2016، تم اختيار تطبيق شارك بوجبة من قبل جوجل كأفضل تطبيق لعام 2016. حاز تطبيق شارك بوجبة على جائزة أفضل تأثير اجتماعي في مؤتمر جوجل آي/أو في مايو 2017، وفي عام 2018 تم إدراجه ضمن تطبيقات جوجل المتميزة للأندرويد.
حاز تطبيق شارك بوجبة على تأييد ودعم العديد من المشاهير من ضمنهم الرئيس السابق للبرلمان الأوروبي مارتن شولتز، الممثلة والمغنية فانيسا هادجنز، الممثلة كارولين هيرفرث، الممثل دانيال برول، الممثلة وسفيرة النوايا الحسنة لبرنامج الغذاء العالمي هند صبري، لاعب كرة القدم كاكا، الممثل مارك روفالو، الممثلة والكوميديان سارة سيلفرمان، والمغنية غرايمس.

## وصلات خارجية
- الموقع الرسمي